# 變無毛水蚤
變無毛水蚤（学名：Nullosetigera mutata）为無毛水蚤科無毛水蚤屬下的一个种，体长2.56-2.80毫米，模式标本采集于南海，（雄性采集于6°46' N, 112°43' E，雌性则为9°30' N, 114°08' E），在台湾亦有分布。